# Halowe Mistrzostwa Europy w Lekkoatletyce 2017 – bieg na 3000 m kobiet
Bieg na 3000 metrów kobiet – jedna z konkurencji biegowych rozgrywanych podczas halowych lekkoatletycznych mistrzostw Europy w hali Kombank Arena w Belgradzie. Tytułu z poprzednich mistrzostw nie broniła Rosjanka Jelena Korobkina.

## Rekordy
| Rekord świata                        | Genzebe Dibaba   | 8:16,60 | Sztokholm, Szwecja | 6 lutego 2014(dts) |
| Rekord Europy                        | Laura Muir       | 8:26,41 | Karlsruhe, Niemcy  | 4 lutego 2017(dts) |
| Rekord mistrzostw Europy             | Fernanda Ribeiro | 8:39,49 | Sztokholm, Szwecja | 9 marca 1996(dts)  |
| Najlepszy wynik na świecie w sezonie | Laura Muir       | 8:26,41 | Karlsruhe, Niemcy  | 4 lutego 2017(dts) |

## Terminarz
| Data    | Godzina |            |
| ------- | ------- | ---------- |
| 3 marca | 12:15   | Eliminacje |
| 5 marca | 16:30   | Finał      |

## Rezultaty
| NR – rekord kraju \| WL – najlepszy tegoroczny wynik na listach światowych \| EL - najlepszy tegoroczny wynik na listach europejskich |
| SB – najlepszy wynik w sezonie \| PB – rekord życiowy                                                                                 |

### Eliminacje
Rozegrano 2 biegi eliminacyjne, do których przystąpiło 17 biegaczek. Awans do półfinału dawało zajęcie jednego z pierwszych czterech miejsc w swoim biegu (Q). Skład półfinałów uzupełniły cztery zawodniczki z najlepszymi czasami wśród przegranych (q).
| Poz. | Bieg | Zawodniczka          | Reprezentacja   | Czas    | Uwagi |
| ---- | ---- | -------------------- | --------------- | ------- | ----- |
| 1.   | 2    | Yasemin Can          | Turcja          | 8:52,33 | Q,    |
| 2.   | 2    | Stephanie Twell      | Wielka Brytania | 8:55,02 | Q     |
| 3.   | 2    | Charlotta Fougberg   | Szwecja         | 8:55,21 | Q,    |
| 4.   | 2    | Alina Reh            | Niemcy          | 8:55,23 | Q     |
| 5.   | 2    | Laura Muir           | Wielka Brytania | 8:55,56 | q     |
| 6.   | 2    | Ana Lozano           | Hiszpania       | 8:55,01 | q,    |
| 7.   | 1    | Maureen Koster       | Holandia        | 8:57,52 | q,    |
| 8.   | 1    | Eilish McColgan      | Wielka Brytania | 8:57,85 | q     |
| 9.   | 1    | Giulia Viola         | Włochy          | 8:57,86 | Q,    |
| 10.  | 1    | Nuria Fernández      | Hiszpania       | 8:58,20 | Q,    |
| 11.  | 2    | Hanna Klein          | Niemcy          | 8:58,45 | q     |
| 12.  | 2    | Ancuța Bobocel       | Rumunia         | 8:58,91 | q     |
| 13.  | 2    | Swiatłana Kudzielicz | Białoruś        | 9:03,21 | SB    |
| 14.  | 1    | Roxana Bârcă         | Rumunia         | 9:13,36 |       |
| 15.  | 1    | Blanca Fernández     | Hiszpania       | 9:13,38 |       |
| 16.  | 2    | Tuğba Güvenc         | Turcja          | 9:35,86 |       |
| 17.  | 1    | Emine Hatun Tuna     | Turcja          | 9:36,78 |       |

### Finał
| Poz. | Zawodniczka        | Reprezentacja   | Czas    | Uwagi |
| ---- | ------------------ | --------------- | ------- | ----- |
| 01 ! | Laura Muir         | Wielka Brytania | 8:35,67 | CR    |
| 01 ! | Yasemin Can        | Turcja          | 8:43,46 | NR    |
| 01 ! | Eilish McColgan    | Wielka Brytania | 8:47,43 |       |
| 4.   | Maureen Koster     | Holandia        | 8:48,99 |       |
| 5.   | Stephanie Twell    | Wielka Brytania | 8:50,40 |       |
| 6.   | Ana Lozano         | Hiszpania       | 8:55,20 | PB    |
| 7.   | Giulia Viola       | Włochy          | 8:56,19 | PB    |
| 8.   | Alina Reh          | Niemcy          | 8:57,87 |       |
| 9.   | Hanna Klein        | Niemcy          | 8:58,57 |       |
| 10.  | Nuria Fernández    | Hiszpania       | 9:05,17 |       |
| 11.  | Ancuța Bobocel     | Rumunia         | 9:05,74 |       |
| 12.  | Charlotta Fougberg | Szwecja         | 9:09,53 |       |